# Breathe (film 2024)
Breathe - Fino all'ultimo respiro è un film statunitense del 2024 diretto da Stefon Bristol.

## Trama
Maya e sua figlia Zora sopravvivono a stento in un mondo senza ossigeno, unendo le forze per proteggersi a vicenda quando alcuni sconosciuti vengono a dire di conoscere il loro padre scomparso.

## Produzione
Nel maggio 2022 è stato annunciato il cast con Sam Worthington, Jennifer Hudson, Milla Jovovich, Quvenzhané Wallis, e Common che avrebbero recitato nel film "Breathe", scritto da Doug Simon e diretto da Stefon Bristol.

### Riprese
Le riprese si sono svolte in Pennsylvania alla fine del 2022.

## Distribuzione
Il film è uscito negli Stati Uniti in un numero limitato di sale cinematografiche e in formato digitale il 26 aprile 2024, mentre in Italia è stato distribuito nelle sale il 5 giugno 2025.